# 提姆·麥格羅 (歌曲)
《提姆·麥格羅》（英語：Tim McGraw）是美国創作歌手泰勒絲的出道歌曲。歌曲由泰勒絲和利茲·羅斯共同创作，由内森·查普曼制作。《提姆·麥格羅》于2006年6月19日由大機器唱片作为泰勒絲同名录音室专辑的第1张单曲发行。泰勒絲在高一时因想到自己和高中时的男友会在毕业后分手而写了这首歌曲。音乐上，歌曲结合了传统和现代乡村风格，歌曲的歌词描述了泰勒絲与恋人在一起的各种值得怀念的事情，其中一件就是乡村歌手提姆·麥克羅的歌曲。
歌曲发行后收获了乐评的好评，乐评称赞了泰勒絲的歌聲。商业上，歌曲在美国成功打入《告示牌》百强单曲榜和《告示牌》热门乡村歌曲榜，并以超过100万销量获得了美國唱片業協會白金认证。歌曲的音樂錄影帶由特里·范乔伊导演。音樂錄影帶中，泰勒絲躺在湖床上回忆自己的恋情。泰勒絲曾多次现场表演了歌曲，在作为其他乡村歌手的巡演开场表演时，泰勒絲经常演唱这首歌曲。此外，泰勒絲在無懼的愛巡迴演唱會（固定曲目），红巡回演唱会（多倫多第一場），舉世盛名體育場巡迴演唱會（納許維爾，与提姆·麥克羅和費絲·希爾合唱）和時代巡迴演唱會（驚喜曲目）也演唱了这首歌曲。

## 曲目列表
- 英国加大CD单曲[1]

1. "Tim McGraw" – 3:54
2. "Tim McGraw" (radio edit) – 3:41
3. "Tim McGraw" (instrumental) – 3:54
4. "Tim McGraw" (enhanced video) – 4:02

## 榜单
| 榜单（2006年-2007年）            | 最高 排位 |
| -------------------------------- | --------- |
| 美国（《告示牌》百大單曲榜）     | 40        |
| 美國（《告示牌》热门乡村歌曲榜） | 6         |

### 年终榜单
| 榜单（2007年）                   | 排位 |
| -------------------------------- | ---- |
| 美国（《告示牌》熱門鄉村歌曲榜） | 59   |